# Haags Gemeentearchief
Het Haags Gemeentearchief beheert ongeveer negentien strekkende kilometer archieven en honderdduizenden boeken, kranten, tijdschriften, afbeeldingen, kaarten en plattegronden, film- en geluidsopnamen met betrekking tot de geschiedenis van Den Haag en de Hagenaars. De studiezaal van het archief is te vinden in het atrium van het stadhuis aan het Spui en is op dinsdag tot en met donderdag zonder afspraak te bezoeken.

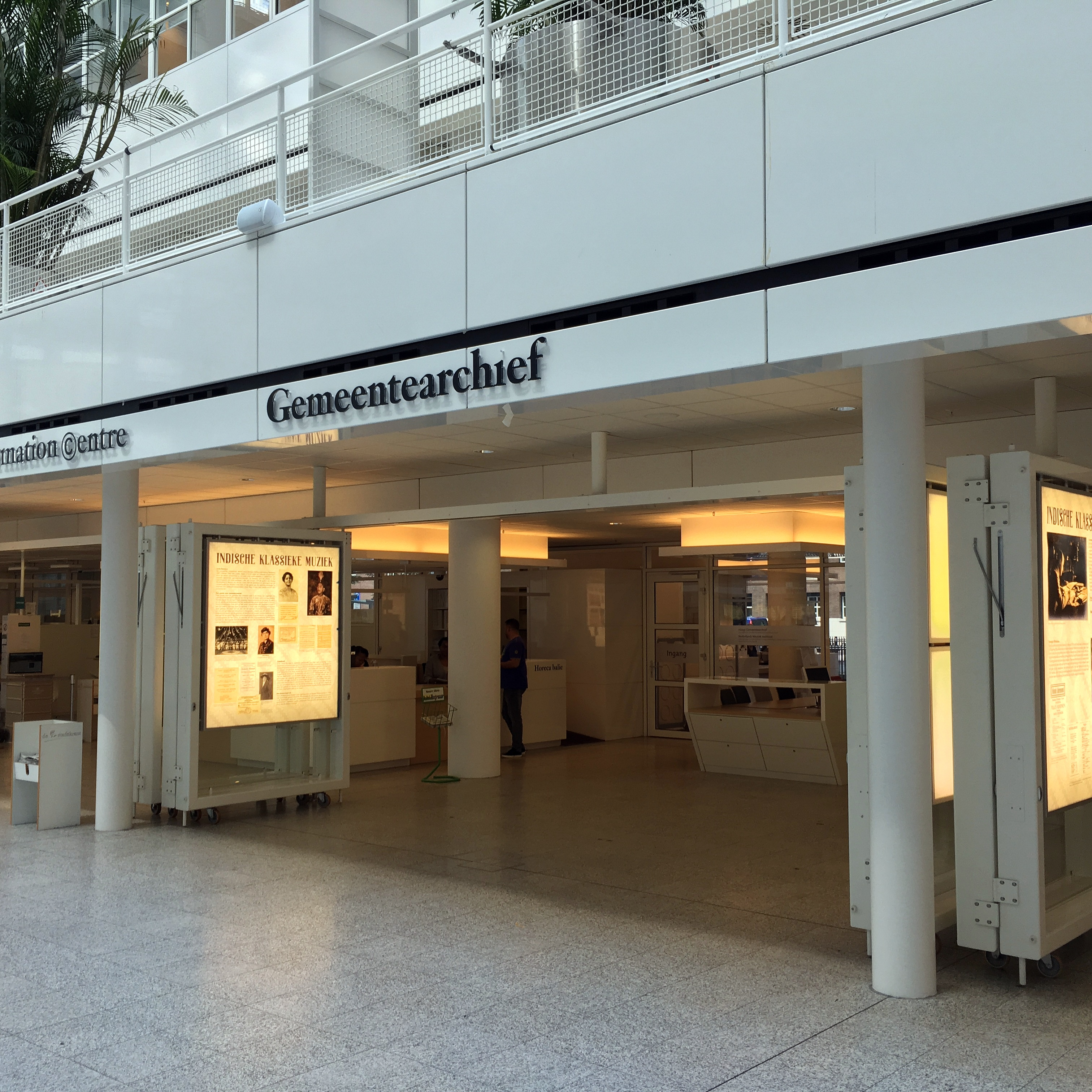
Links de ingang van het Haags Gemeentearchief in het atrium van het Haagse stadhuis aan het Spui

## Archiefstukken vanaf de middeleeuwen

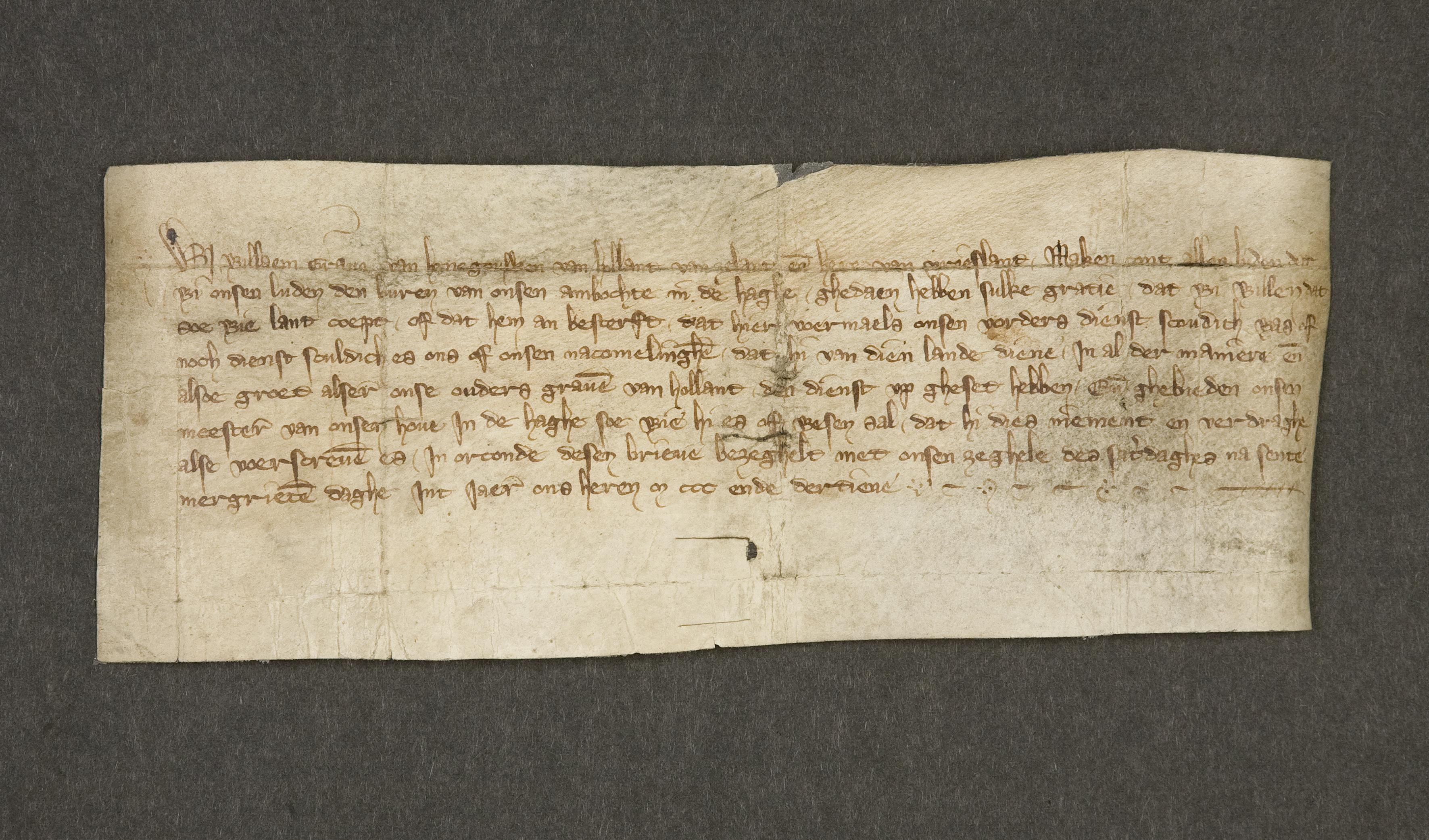
Charter d.d. 14 juli 1313 van graaf Willem III van Holland

Op 1 januari 1884 kreeg Den Haag voor het eerst een gemeentearchivaris. Dit was het officiële begin van wat nu bekendstaat als het Haags Gemeentearchief. In feite gaat de geschiedenis van het Haags Gemeentearchief terug tot in de middeleeuwen.
Het bestuur van Den Haag heeft vanaf de middeleeuwen een administratie gevoerd, stukken opgemaakt, brieven en akten ontvangen en bewaard. De oudste getuigenis daarvan is een op perkament geschreven akte van 14 juli 1313, die zich nu in het depot van het Haags Gemeentearchief bevindt.

## Het Haags Gemeentearchief: een stadsnomade

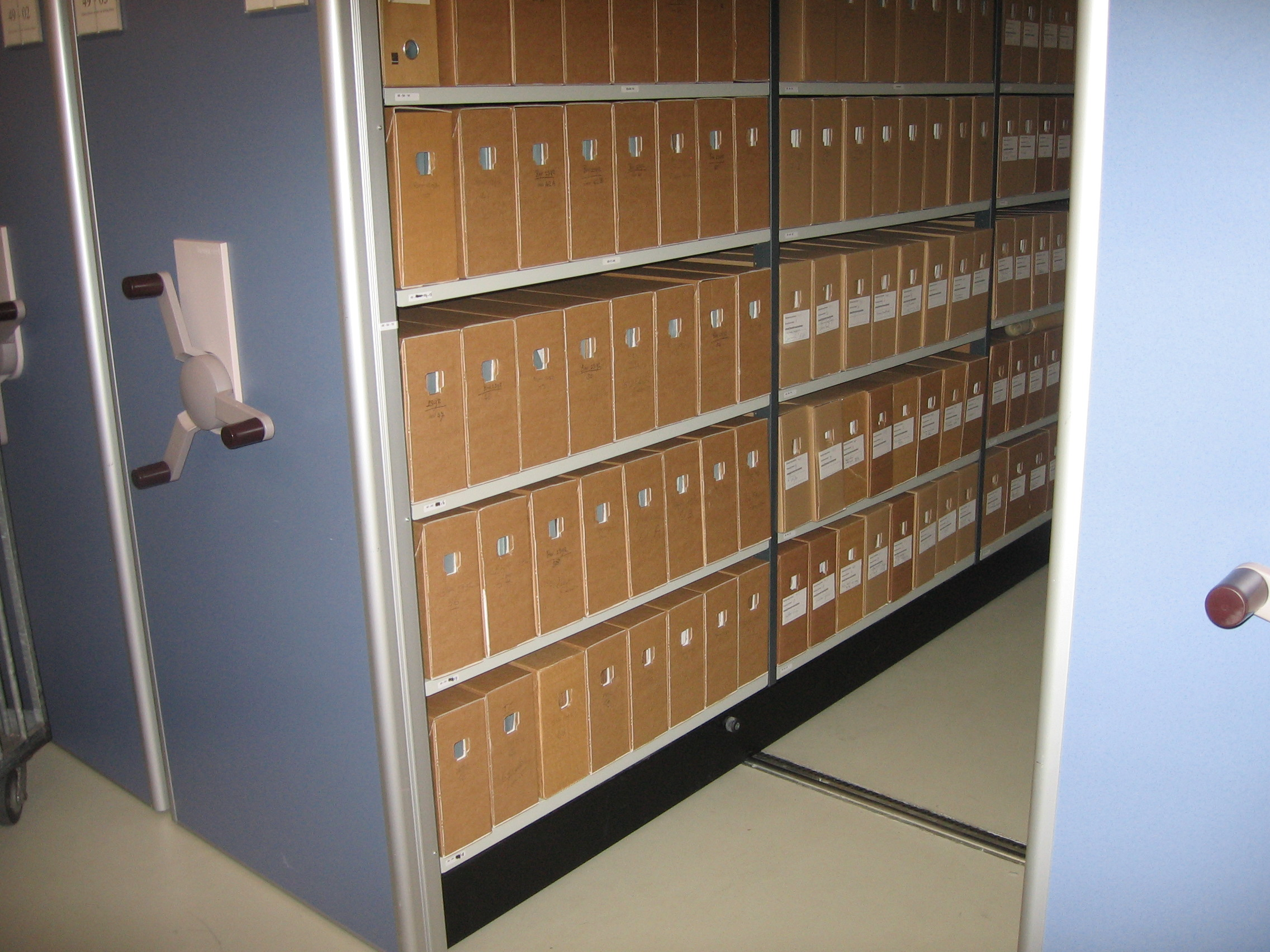
Depot van het Haags Gemeentearchief

Het Haags Gemeentearchief is op vele plaatsen in de Haagse binnenstad gevestigd geweest. Toen de eerste gemeentearchivaris in 1884 aantrad, vond het gemeentearchief plus de archivaris een onderkomen in het oude stadhuis aan de Groenmarkt. Het was een bijster slecht onderkomen. Archiefstukken stonden en lagen opgestapeld op onverwarmde, onverlichte en bijzonder brandbare zolders. Bij brand zou het hele archief reddeloos verloren gaan, temeer daar slechts één deur toegang tot de zolderverdieping verschafte. Het lukte gemeentearchivaris Hendrik Enno van Gelder in 1910 voor het gemeentearchief een onderkomen te vinden in een vrijstaande villa aan de Zwarteweg 6. Het onderkomen van het gemeentearchief aan de Zwarteweg bleek op den duur te klein. Na lang zoeken werd in 1926 een nieuwe behuizing gevonden in een voormalige openbare lagere school aan het Rijswijkseplein 38. Dit gebouw bood voldoende ruimte en hier lag de weg open voor verdere collectie-uitbreidingen. Zo werd de collectie nog datzelfde jaar verrijkt met een deel van de kaarten- en prentenverzameling die zich in het Gemeentemuseum bevond. De kaarten-, foto- en prentenverzameling, ook wel ‘Atlas’ genoemd, die zich in het Gemeentemuseum bevond, kwam in 1926 naar het gemeentearchief. Aan het einde van de twintigste eeuw zou deze collectie een indrukwekkende omvang bereiken, met meer dan 15.000 prenten en tekeningen, bijna 600 kaarten en plattegronden en 70.000 foto’s en prentbriefkaarten.
Het archiefgebouw aan het Rijswijksplein zou tot 1972 de behuizing van het Haags Gemeentearchief blijven. Een nieuw onderkomen was evenwel heel noodzakelijk. Het voormalige schoolgebouw aan het Rijswijkseplein was vochtig en werd blootgesteld aan ernstige luchtvervuiling door het nabije verkeersplein en de daarnaast liggende spoorlijn. Bovendien waren de depotruimten overvol: er kon eigenlijk geen meter archief meer bij. Uiteindelijk hielp de verkeersdrukte op het Rijswijkseplein eind jaren zestig een handje mee. Op de tekentafels werden plannen gemaakt voor de reconstructie van het plein, waar het archiefgebouw flink in de weg bleek te staan. Toen kon snel een oplossing worden gevonden. Gemeentewerken ontwierp in die tijd aan de Loosduinseweg een kantoorgebouw voor het Gemeentelijk Energiebedrijf en het Gemeentelijk Computercentrum – een pand dat zo ruim van opzet was dat er met enige aanpassingen ook plaats zou zijn voor het gemeentearchief. De belangrijkste aanpassing was een extra verdieping voor de berging van twaalf strekkende kilometer archief. En zo kreeg het gemeentearchief in september 1972 een nieuwe huisvesting in de bovenste twee etages van de hoogbouw aan de Loosduinseweg. Het oude archiefgebouw aan het Rijswijkseplein werd in november van dat jaar gesloopt. Al vijftien jaar na de verhuizing naar de Loosduinseweg groeide de behoefte aan een nieuwe huisvesting, al was het opnieuw wegens het manifeste ruimtegebrek, zowel voor medewerkers als archieven. In het nieuwe stadhuis aan het Spui kon ook een het gemeentearchief in 1995 een plaats krijgen. Het Haags Gemeentearchief plukte vervolgens de vruchten. De centrale plek in het hart van Den Haag had onmiddellijk een sterke groei van het aantal bezoekers tot gevolg.

## Letterkundige verzameling
Den Haag vierde in 1923 het 25-jarig regeringsjubileum van koningin Wilhelmina uitbundig, onder meer met de druk bezochte Eerste Nederlandsche Tentoonstelling voor Letterkunde in het Haagse stadhuis. Gedreven door het succes van deze tentoonstelling en een vergelijkbare in Amsterdam besloot gemeentearchivaris dr. Willem Moll (1888-1962), gemeentearchivaris sinds 1 januari 1923, met het opbouwen van een zogenaamde Letterkundige verzameling die de basis vormde voor het in 1954 opgerichte Nederlands Letterkundig Museum.
Willem Moll benaderde de organisatie van de tentoonstelling met de vraag of hij het Haagse deel van het geëxposeerde niet blijvend voor het Haags Gemeentearchief kon verwerven. Het bestuur van de tentoonstelling was hiertoe bereid, mits het gemeentearchief zich niet uitsluitend tot het beheer van het Haagse materiaal zou beperken. Hiermee kon Moll zich verenigen en hij zond vervolgens aan alle exposanten een circulaire met de vraag of ze hun tentoongestelde zaken of een deel ervan voor een te vormen Museum van Letterkunde zouden willen afstaan. De oproep kende een ongekend succes: meer dan 300 schrijvers gaven direct aan het verzoek gehoor. Dit was de start van de aanleg van de grote letterkundige verzameling van het Haags Gemeentearchief. Al in het tweede jaar waren bijna duizend schrijversdossiers gevormd. Ook grote schrijvers toonden zich enthousiast voor de nieuwe collectie. Frederik van Eeden gaf in 1925 duizenden brieven in bruikleen en de dochter van Herman Heijermans droeg alle nagelaten handschriften van haar vader over. Vanaf 1903 schreef Gerard Nolst Trenité in het weekblad De Groene Amsterdammer een taalrubriek onder de naam Charivarius waarmee hij grote bekendheid verwierf. Een complete verzameling van zijn werk ontving het archief in 1926.
Om het eerste jubileum van de letterkundige verzameling te vieren organiseerde het Haags Gemeentearchief in 1929 in de eigen tentoonstellingszaal een letterkundige tentoonstelling. Bij deze gelegenheid ontving het archief van het (eerste) Louis Couperus Genootschap een grote Couperusverzameling. Frederik van Eeden overleed in 1932. Zijn erfgenamen gaven het jaar daarna alle op Walden aangetroffen manuscripten, brieven en andere papieren van deze schrijver in bruikleen. Midden jaren dertig volgden handschriften van Willem Kloos, Arthur van Schendel en Menno ter Braak. De verzameling bestond toen inmiddels uit meer dan 1300 schrijversdossiers. In 1949 startte het gemeentearchief een actie onder jongere auteurs om uitbreiding van de verzameling te krijgen. Hierop reageerden 107 schrijvers positief en stuurden handschriften, portretten en een grote stapel brieven. Een van de schenkers was de Antilliaanse schrijver Cola Debrot. Deze actie zou een van de laatste van het gemeentearchief zijn voor de letterkundige verzameling. Een nieuwe organisatie, de Stichting Nederlands Letterkundig Museum en Documentatiecentrum, blies de plannen tot de oprichting van een museum voor de letteren nieuw leven in. Dit nieuwe Letterkundig Museum vond van 1954 tot 1965 huisvesting op de bovenverdieping van het oude Haagse stadhuis aan de Groenmarkt. Direct na de oprichting droeg het Haags Gemeentearchief de letterkundige verzameling over aan het nieuwe museum.

## De Archiefbibliotheek
Van oudsher had het bestuur van Den Haag een boekerij bezeten. Daarin bevonden zich niet alleen handboeken of werken die aan het bestuur van Den Haag waren opgedragen, maar ook publicaties over Haagse onderwerpen. De bibliotheek bevatte omstreeks 1930 zo’n 10.000 werken en zou fors blijven groeien, tot meer dan 75.000 titels in 2011. Een bijzonder onderdeel vormde de medische boekerij van de Haagse geneesheer dr. Johannes de Cocq (1639-1721). De bijna 600 delen waren na zijn dood nagelaten aan het Theatrum Anatomicum, waar les werd gegeven in de ontleed-, heel- en vroedkunde. Na opheffing van de gilden in de Franse tijd was de bibliotheek bij de gemeente Den Haag beland. Het gemeentearchief was daarnaast in bezit gekomen van een uitgebreide krantencollectie. Het streven was alle kranten die sinds 1710 in Den Haag waren verschenen te verzamelen. In 1908 wist archivaris Van Gelder de hele verzameling Haagse kranten uit de Rotterdamse Gemeentebibliotheek over te nemen. Daarbij zat een bijna volledige serie van de ’s-Gravenhaagsche Courant, vanaf het begin van de achttiende eeuw. Het Haags Gemeentearchief bezit thans een uitgebreide krantencollectie, die dagelijks wordt uitgebreid.

## Nederlands Muziek Instituut
Sinds einde 2015 zijn de Collecties Nederlands Muziek Instituut ondergebracht bij het Haags Gemeentearchief.

## Lijst van gemeentearchivarissen van Den Haag
- 1884-1905 A.J.S. (Servaas) van Rooyen[7]
- 1906-1923 Dr. H.E. (Hendrik) van Gelder
- 1923-1953 Dr. W. (Willem) Moll
- 1953-1977 Drs. H.M. (Haye) Mensonides
- 1977-1990 Drs. H. (Henk) Bordewijk
- 1990-1996 Drs. E.A.G. (Els) van den Bent
- 1997-1999 Drs. Ph.C.B. (Flip) Maarschalkerweerd
- 2000-2006 Mr. C.G.M. (Charles) Noordam
- 2007-2014 Drs. M.C. (Maarten) Schenk
- 2014-2017 Mr. C.G.M. (Charles) Noordam, directeur Bibliotheek en Archief
- 2017-2023 Drs. E.C.J.M. (Ellen) van der Waerden MA
- 2023 - heden Mw. E. (Esther) Trapman